# Тутаки
Тутаки́ — село в Україні, у Решетилівській міській громаді Полтавського району Полтавської області. Населення становить 1 осіб. До 2020 орган місцевого самоврядування — Кукобівська сільська рада.

## Географія
Село Тутаки знаходиться на лівому березі річки Говтва, вище за течією на відстані 0,5 км розташоване селище Покровське, нижче за течією на відстані 1,5 км розташоване село Дмитренки, на протилежному березі — село Шкурупії. Річка в цьому місці звивиста, утворює лимани, стариці та заболочені озера. Поруч проходять автомобільна дорога Т 1721 та залізниця, станція Решетилівка за 1,5 км.
На картах Шуберта старій і новій (1869 р.) на місті села Тутаки знаходився хутір Лтасяки в якому 10 жителів.
В різні часи с. Тутаки входило до Шкурупіївської, Жовтневої, Кукобівської сільських рад. Тепер разом із населеними пунктами Дмитренки, Долина, Кузьменки, Коломак, Лютівка відноситься до Кукобівського старостату Решетилівської територіальної громади.
У 70-х роках минулого століття (1975—1978 рр.) дієздатні жителі з Тутаків відселялись до сусідніх сіл, зокрема Шкурупіїв та Жовтневого. Жителі пенсійного віку, які залишались жити в селі, поступово вимирали. До останнього часу в Тутаках жила одна людина, яка вже померла. Хоча жителів в селі вже немає, але люди там мають приватні городи, які в літню пору обробляють і збирають врожаї. Весною на поминальні дні сюди на кладовище приїздять вихідці з села щоб пом'янути своїх батьків, родичів, пращурів.

## Історія
12 червня 2020 року, відповідно до розпорядження Кабінету Міністрів України № 721-р «Про визначення адміністративних центрів та затвердження територій територіальних громад Полтавської області», село увійшло до складу Решетилівської міської громади.
19 липня 2020 року, в результаті адміністративно — територіальної реформи та ліквідації Решетилівського району, село увійшло до складу новоутвореного Полтавського району Полтавської області.